# Tanjung Pasir (Tanah Jawa)
Tanjung Pasir is een bestuurslaag in het regentschap Simalungun van de provincie Noord-Sumatra, Indonesië. Tanjung Pasir telt 3363 inwoners (volkstelling 2010).